# 褶管巢蛛
褶管巢蛛（学名：Clubiona corrugata）为管巢蛛科管巢蛛属的动物。分布于日本以及中国大陆的湖南、湖北、广东、福建、贵州、浙江等地，多见于各种农田。该物种的模式产地在日本。